# شيري فينك
 (شيري فينك)  وهي صحفية امريكية تكتب في الصحة والطب والعلوم.